# Geneviève Gambillon
Geneviève Gambillon (Hudimesnil, Francia; 30 de junio de 1951) es una ciclista francesa retirada. Ganó en dos ocasiones el Campeonato Mundial de Ciclismo en Ruta en los años 1972 y 1974.
Asimismo, Gambillon ha ganado en siete ocasiones el Campeonato de Francia de Ciclismo en Ruta en las ediciones de 1969, 1970, 1972, 1974, 1975, 1976 y 1977.